# عبدالله السلال
عبدالله السلال (به انگلیسی: Abdullah al-Sallal) (زادهٔ ۹ ژانویه ۱۹۱۷ – درگذشتهٔ ۵ مارس ۱۹۹۴) یک سیاست‌مدار اهل یمن بود. او بین سال‌های ۱۹۶۲ تا ۱۹۶۷ (میلادی) رئیس‌جمهور این کشور بود.